# بایگانی رینگل‌بلوم
بایگانی یا آرشیو رینگل‌بلوم مجموعه‌ای از سندهای مربوط به گتوی ورشو در جنگ جهانی دوم است که توسط گروهی با اسم رمز اُونگ شَبِث Oyneg Shabbos (در عبری اسرائیلی نوین: Oneg Shabbat؛ در عبری: עונג שבת به معنای «لذت شبات») به رهبری دکتر امانوئل رینگل‌بلوم، تاریخ‌دان یهودی–لهستانی، گردآوری و محافظت شد. این گروه که شامل تاریخ‌دانان، نویسندگان، ربی‌ها، و مددکاران اجتماعی بود اقدام به ثبت روزمره رویدادها در گتو ورشو در دوره اشغال لهستان توسط آلمان نازی می‌کرد. اعضای مختلف این گروه با هم همکاری داشتند و مدارک و گفته‌های شاهدان عینی از سن‌های مختلف را گرد هم می‌آوردند. سندها و مدارک گردآوری شده شامل دست‌نوشته‌ها، خاطرات، نقاشی‌ها، پوسترهای دیواری، و دیگر اشیای مربوط به زندگی در گتو هستند. گردآوری این مجموعه در سپتامبر ۱۹۳۹ آغاز شد و تا ژانویه ۱۹۴۳ ادامه پیدا کرد.
امروزه بخش‌های به دست آمده از این مجموعه شامل ۶۰۰۰ سند (بیش از ۳۵٬۰۰۰ صفحه) در مؤسسه تاریخی یهودیان در ورشو نگهداری می‌شوند. در سال ۱۹۹۹، این بایگانی توسط یونسکو در فهرست حافظه جهانی یونسکو به ثبت رسید.

## تاریخچه

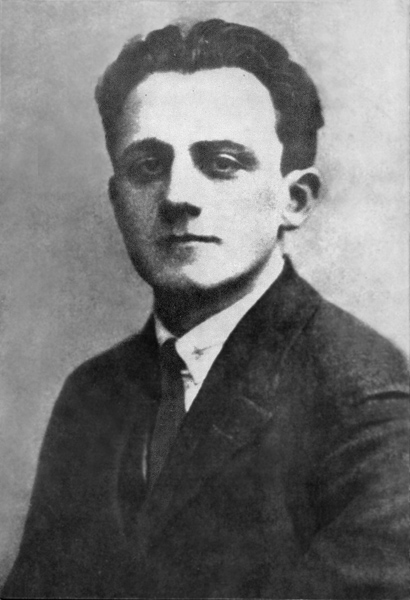
امانوئل رینگل‌بلوم که پروژه را به راه انداخت و بایگانی به افتخارش نامگذاری شد.

اعضای گروه اُونگ شبث نخست اقدام به گردآوری اشیا و داده‌ها به منظور نوشتن کتابی در آینده دربارهٔ قساوت‌هایی که به چشم دیده بودند کردند. در ۱۶ نوامبر ۱۹۴۰، ارتباط گتوی ورشو با جهان بیرون و راه‌های ورودی–خروجی آن قطع شدند. با افزایش میزان اخراج‌های اجباری و روشن شدن اینکه اخراج‌شدگان به مقصد اردوگاه‌های مرگی چون تربلینکا فرستاده می‌شوند، امانوئل رینگل‌بلوم دریافت که تعداد اندکی یهودی ورشویی خواهند توانست جان سالم به در ببرند. رینگل‌بلوم که بایگانی را در سه بطری بزرگ شیر و ده جعبه آهنی پنهان کرده بود آن‌ها را در سه نقطه گتو در زیر خاک پنهان کرد. دو تا از بطری‌های شیر که حاوی هزاران سند بودند در ۱۸ سپتامبر ۱۹۴۶ و پس از پایان جنگ جهانی دوم از زیر خاک درآورده شدند؛ ده جعبه آهنی نیز در ۱ دسامبر ۱۹۵۰ پیدا شدند. بطری شیر سوم اما هنوز پیدا نشده‌است و گمان می‌رود که امروزه هنوز در زیر ساختمانی که اکنون سفارت چین را در خود جای داده‌است مدفون باشد؛ اگرچه جستجویی در ۲۰۰۵ نتوانست آن را در ساختمان مزبور موقعیت‌یابی کند.
در ۱۹ ژانویه ۱۹۴۲، یکی از زندانیان فراری از خلمنو به نام یاکوب گرویانوفسکی به گتوی ورشو رسید و اطلاعات دقیق از آنچه در اردوگاه‌های کار اجباری و مرگ می‌گذرد به اعضای اونگ شبث داد. گفته‌های او که امروزه با عنوان گزارش گرویانوفسکی شناخته می‌شود به بیرون گتو قاچاق شد و با کمک ارتش زیرزمینی لهستان به لندن و دولت در تبعید لهستان رسید و در ژوئن آن سال به چاپ رسید.
همه اعضای گروه اونگ شبث به جز ۳ تن در جریان کشتارها به قتل رسیدند. رینگل‌بلوم توانست از گتو فرار کند و کار بر روی بایگانی را ادامه دهد. در ۱۹۴۴، او و خانواده اش توسط نیروهای آلمانی شناسایی و همگی به همراه کسانی که به ایشان پناه داده بودند اعدام شدند. پس از جنگ، روخل اوبرباخ که از جمله سه تن عضو اونگ شبث بود که جان سالم به در برده بود، توانست به گتو برگردد و سندها را از زیر خاک بیرون بیاورد.

## نگارخانه

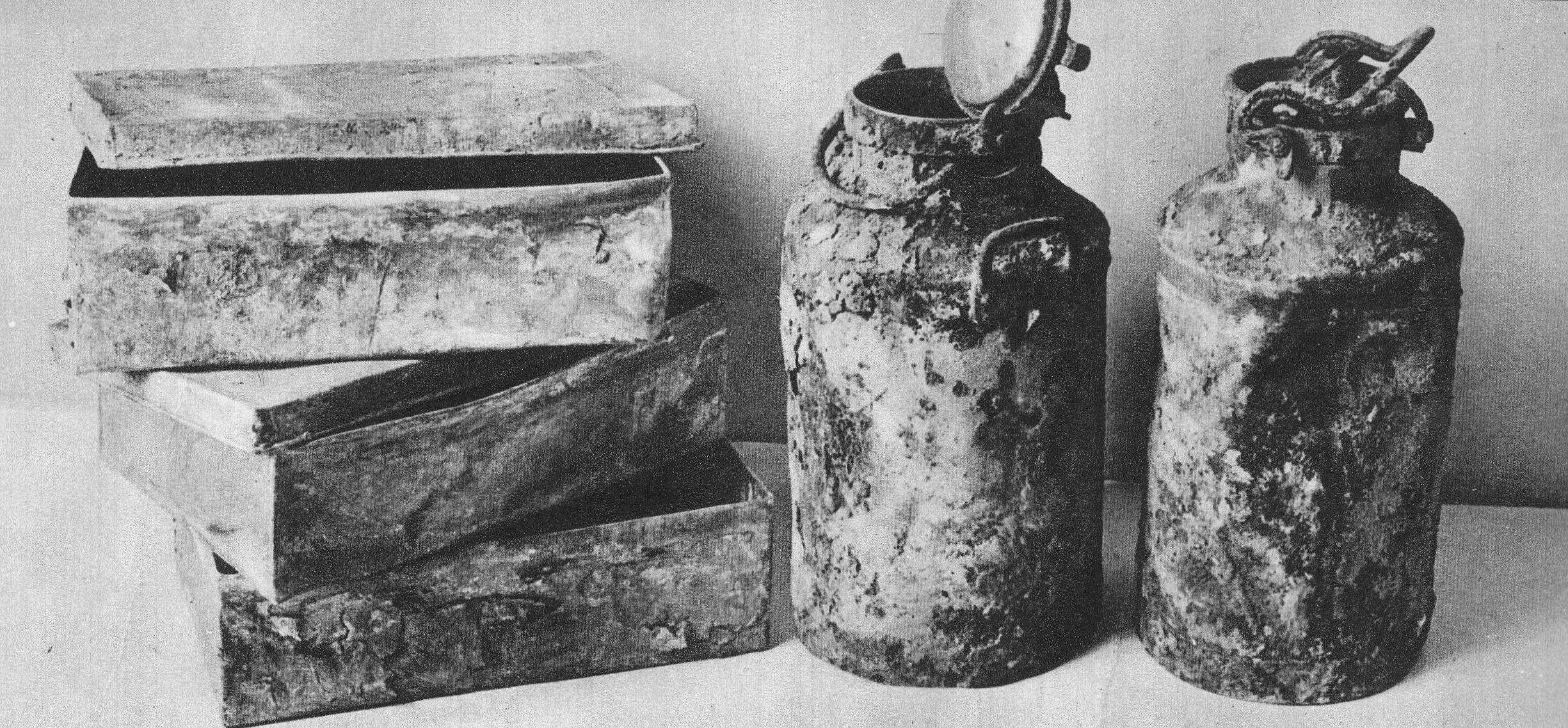
سه جعبه آهنی و دو بطری شیر که برای نگهداری بایگانی استفاده می‌شدند
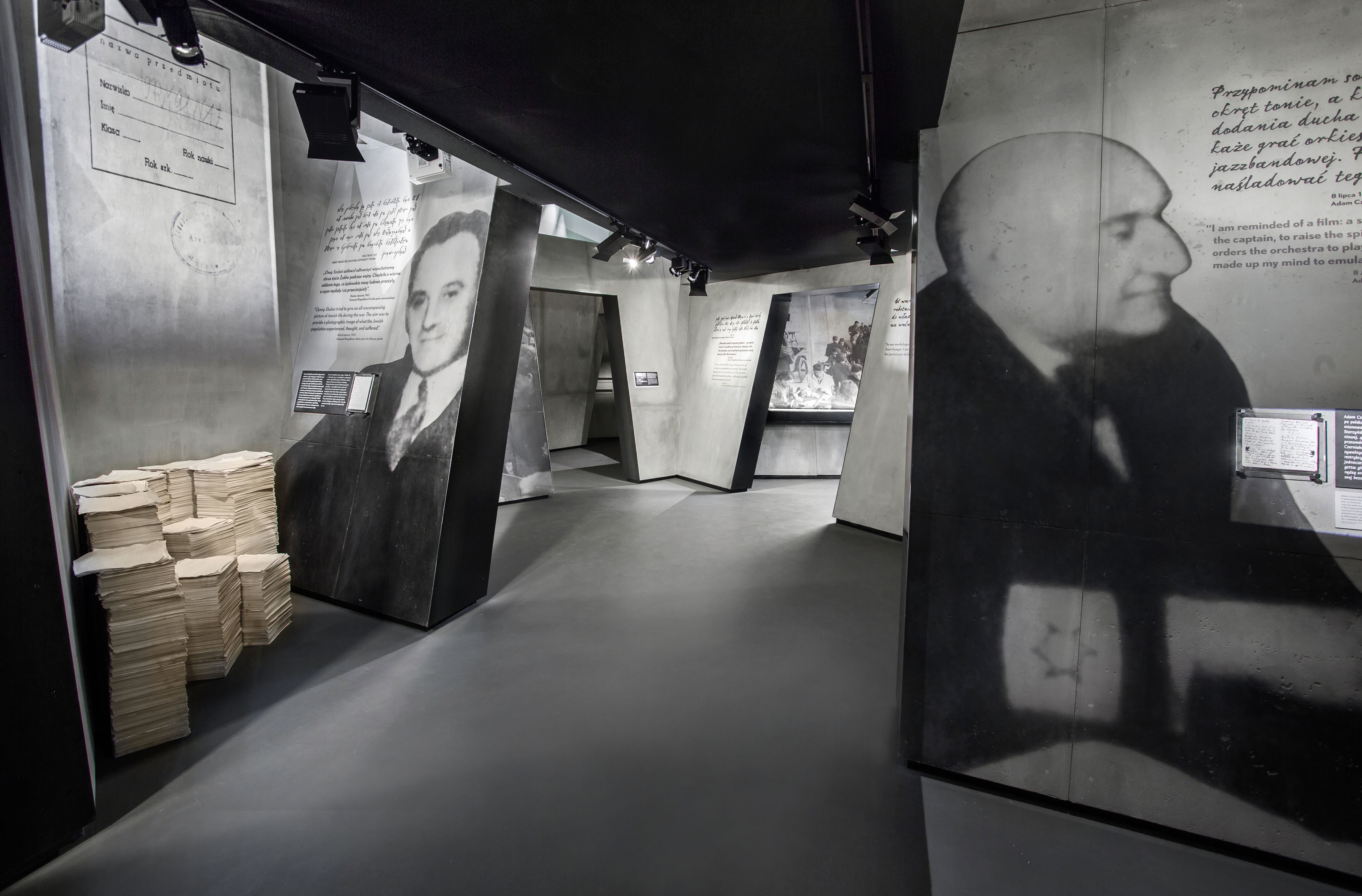
بخشی از موزه تاریخ یهودیان لهستان که به شکل دائمی به گروه اونگ شبث اختصاص داده شده‌است